# Amsterdam (film, 2013)
Pour les articles homonymes, voir Amsterdam (homonymie).
Pour plus de détails, voir Fiche technique et Distribution.
Amsterdam est un film québécois réalisé par Stefan Miljevic, qui est sorti en 2013.

## Synopsis
Simulant faire leur week-end de pêche annuel à leurs conjointes, trois amis de longue date font une virée à Amsterdam. Mais, au moment du retour, l'un d'eux bouleverse l'aventure en décidant de ne pas revenir au Québec, laissant aux deux autres l'embarras de trouver un mensonge pour expliquer pourquoi celui-ci n'est pas revenu du voyage de pêche.

## Fiche technique
- Titre original : Amsterdam
- Réalisation : Stefan Miljevic
- Scénario : Louis Champagne, Stefan Miljevic et Gabriel Sabourin
- Musique : Ramachandra Borcar
- Direction artistique : David Pelletier
- Décors : Frédéric Devost
- Costumes : Judy Jonker
- Coiffure : Anik Généreux
- Maquillage : Annick Legout
- Photographie : Jérôme Sabourin
- Son : Arnaud Derimay, Sylvain Bellemare, Stéphane Bergeron
- Montage : Carina Baccanale
- Production : Antonello Cozzolino, Josée Vallée
- Société de production : Attraction images
- Sociétés de distribution : Les Films Séville
- Pays de production :  Canada
- Langue originale : français
- Format : couleur, CinemaScope, 3K, format d'image 2.35:1
- Genre : thriller, drame
- Durée : 107 minutes
- Dates de sortie :
  - Canada : 28 septembre 2013  (première mondiale - Festival de cinéma de la ville de Québec (FCVQ))[1]
  - Canada : 7 octobre 2013  (première montréalaise au cinéma Impérial (tapis rouge))[2]
  - Canada : 11 octobre 2013  (sortie en salle au Québec)
  - Canada : 21 janvier 2014  (DVD)
  - Canada : 27 février 2014  (Rendez-vous du cinéma québécois)

## Distribution
- Gabriel Sabourin : Jeff
- Louis Champagne : Marc
- Robin Aubert : Sam
- Suzanne Clément : Madeleine
- Fanny Mallette : Béatrice
- Marie-Chantal Perron : Simone
- Norman Helms : inspecteur Thibault
- Charlie Chan Dagelet : prostituée sosie Madeleine
- Wynn Heliczer : prostituée brunette
- Lisette Merenciana : prostituée noire
- Robert Paques : gérant de l'hôtel
- Cees Geel : Juul
- Heleen Meertens : Silke
- Didier Lucien : animateur radio
- Nathalie Breuer : Nadine Cousineau
- Carla Turcotte : Julie
- Rose Langlois : Cathy
- Antoine Boucher : Jérémy
- Karelle Tremblay : Noémie
- Daniel Desputeau : médecin
- Mileta Cvijanovic : homme-orchestre
- Marcel Sabourin : l'aîné au souper des fêtes

## Nominations
2e prix Écrans canadiens (2014)
- Meilleur montage : Carina Baccanale
- Meilleur son d'ensemble : Arnaud Derimay, Benoît Leduc, Stéphane Bergeron
- Meilleur montage sonore : Claire Pochon, Simon Meilleur, Sylvain Bellemare